# Востокгазпром
АО «Востокгазпром» — дочерняя компания ПАО «Газпром», образованная в 1999 году и положившая начало газодобывающей отрасли Томской области. Головной офис компании расположен в Томске.
Сегодня компания специализируется на разведке и добыче природного газа, жидких углеводородов (газового конденсата и нефти), реализует стратегию, направленную на достижение конкурентного преимущества в освоении сложных малых и средних месторождений. Нефтегазодобывающий актив компании — АО «Газпром добыча Томск» (до 25.12.2020 — АО «Томскгазпром»). Томский газ направляется потребителям в регионы Сибири, а также на переработку в ООО «Газпром метанол» (до 08.12.2020 — ООО «Сибметахим»), входящее в Группу компаний «Востокгазпром» (предприятие производит метанол, формалин, карбамидоформальдегидный концентрат).
АО «Востокгазпром» занимает ведущие позиции в списке крупнейших предприятий нефтегазовой отрасли Сибирского федерального округа.
Дочерние компании АО «Востокгазпром»: АО «Газпром добыча Томск», ООО «Газпром метанол» и другие.
Продукция АО «Востокгазпром» — нефть, природный газ, газовый конденсат, метанол, сжиженные углеводородные газы.
Генеральный директор АО «Востокгазпром» — Виталий Анатольевич Кутепов. До августа 2004 года компанию возглавлял будущий губернатор Томской области Сергей Анатольевич Жвачкин, затем, до конца 2007 года, — Виталий Георгиевич Яковлев.
АО «Востокгазпром» обладает лицензиями на право пользования недрами семи лицензионных участков, разрабатывает девять месторождений, расположенных на территории Томской области, с целью геологического изучения, разведки и добычи углеводородного сырья.